# Kabakra augusta
Kabakra augusta är en insektsart som beskrevs av Irena Dworakowska 1979. Kabakra augusta ingår i släktet Kabakra och familjen dvärgstritar.
Artens utbredningsområde är Vietnam. Inga underarter finns listade i Catalogue of Life.